# Valsamoggia
Valsamoggia ist eine italienische Gemeinde mit 31.925 Einwohnern (Stand 31. Dezember 2023) in der Metropolitanstadt Bologna (Region Emilia-Romagna). Sie wurde zum 1. Januar 2014 aus den Gemeinden Bazzano, Castello di Serravalle, Crespellano, Monteveglio und Savigno gegründet. Der Verwaltungssitz ist in Bazzano.
Der Gemeindefusion war ein Volksentscheid am 25. November 2012 vorausgegangen, bei dem sich in Castello di Serravalle, Crespellano und Monteveglio eine Mehrheit für und in Bazzano und Savigno eine Mehrheit gegen den Zusammenschluss aussprach. Zusammengerechnet ergab sich dadurch ein Votum von 51,46 % für die Fusion.

## Geografie

Lage von Valsamoggia in der Metropolitanstadt Bologna

Valsamoggia liegt im Westen der Metropolitanstadt Bologna an der Grenze zur Provinz Modena. Das zumeist hügelige, nur im Norden flache Gemeindegebiet ist dicht besiedelt und erstreckt sich entlang dem Verlauf des Flusses Samoggia, eines Nebenflusses des Reno.

## Verkehr
Durch das nördliche Gemeindegebiet verläuft die Autostrada A1 von Modena nach Bologna, seit 2016 hat Valsamoggia eine eigene Anschlussstelle, die nördlichste Grenze der Gemeinde stellt die Staatsstraße 9 da.
Die Gemeinde liegt an der Bahnstrecke Casalecchio–Vignola und hat mit Via Lunga, Crespellano, Muffa und Bazzano insgesamt vier Bahnhöfe.